# 't Kleihuis
 't Kleihuis is een gemeentelijk monument aan de Pijnenburgerlaan 1 in Soest in de provincie Utrecht.
Het huis werd in 1903 gebouwd voor mejuffrouw S.H. Staal, die in Staalwijk aan de Biltseweg 49 woonde. Het witgepleisterde huis kwam op de plek van een afgebroken woning met schuurtje. Op het mansardedak staan twee schoorstenen. In de voorgevel zit en drieledig venster met luiken en op de eerste verdieping zijn twee draaivensters. Links achter het huis is de witgepleisterde vroegere schuur met berging.

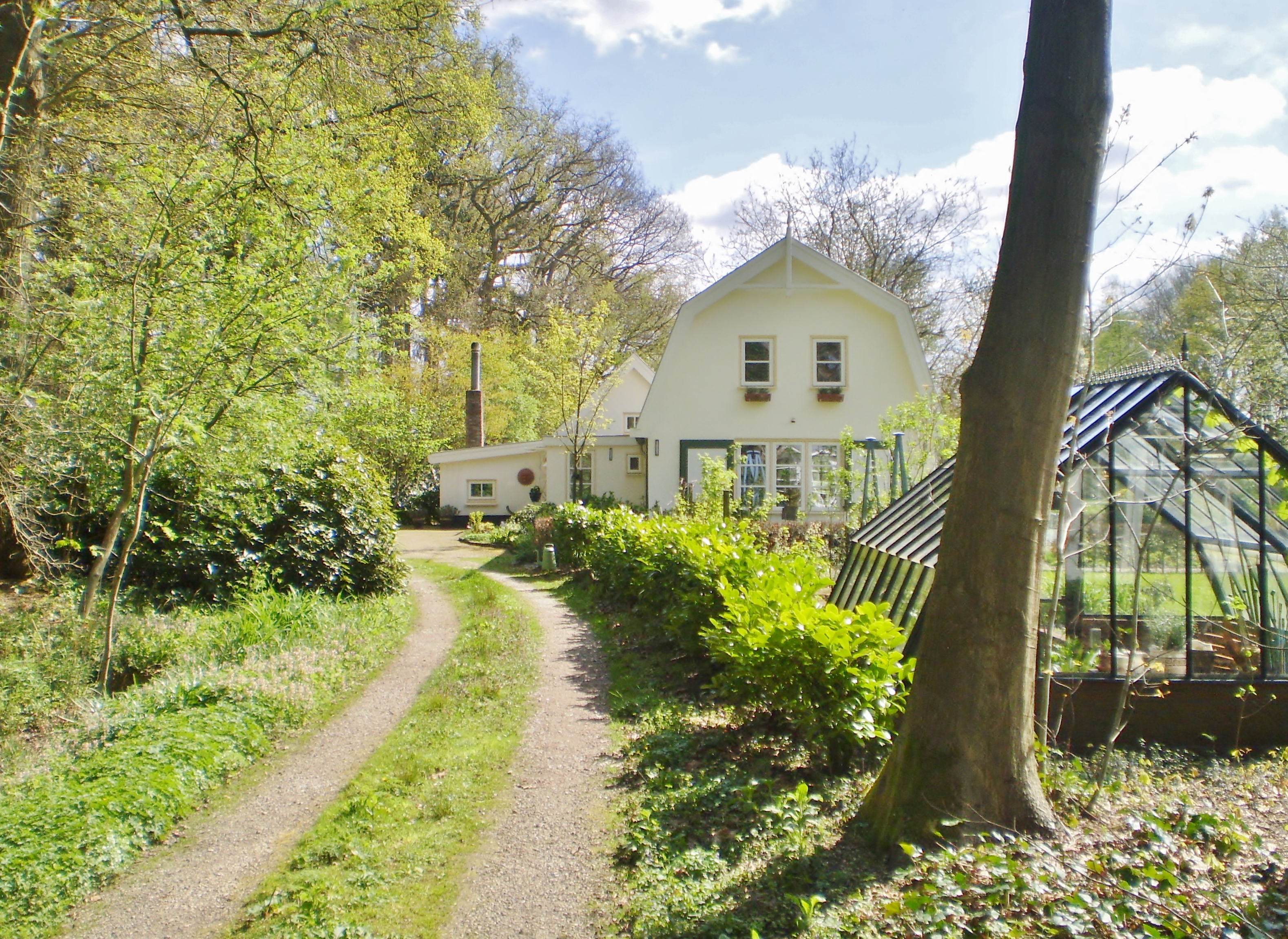
Vooraanzicht